# الین پوور
الین پوور (انگلیسی: Eileen Power) مورخ اقتصادی و کارشناس قرون وسطی اهل بریتانیا بود. یکی از آثار او بررسی و نقد کتاب دون ژوان پرشیا، یک کاتولیک شیعه نوشته دون ژوان پرشیا (اروج‌بیک بیات) و ویرایش ادوارد دنیسن راس، می‌باشد که در سال ۱۹۲۶ ترجمه گردید.